# Theophilus Friedrich Rothe
Theophilus Friedrich Rothe (* 7. Februar 1785 in Erdmannsdorf; † 3. Februar 1837 in Leipzig) war ein deutscher Jurist.

## Leben
Theophilus Friedrich Rothe wurde als Sohn eines Gutsbesitzers und Dorfrichters geboren.
Er besuchte die Dorfschule seines Heimatortes und kam 1797 auf das Lyzeum in Chemnitz, musste jedoch aufgrund des Todes seines Vaters die schulische Ausbildung abbrechen und wurde Schreiber beim späteren Meißener Obersteuerinspektor Fischer, der damals noch in Augustusburg praktizierte; bei diesem stieg er bald zum Registrator auf. In dieser Zeit wurde Theophilus Friedrich Rothe durch den Pastor Lippmann in Erdmannsdorf auf die Universität vorbereitet.
Im Alter von 21 Jahren kam er 1806 zum Studium der Rechtswissenschaften zur Universität Leipzig und hörte Vorlesungen bei Ordinarius Christian Gottlob Biener und Professor Christian Daniel Erhard. Um für seinen Lebensunterhalt aufzukommen, schrieb er nachts Kollegienhefte für seine Kommilitonen ab und war auch längere Zeit Hilfssekretär bei der Kreisdeputation in Leipzig. Nachdem er Ostern 1808 sein Examen bei der Juristenfakultät bestanden hatte, wurde er zur Fertigung der Probeschriften zur Erlangung der Advokatur zugelassen und vier Wochen nach deren Abgabe als Advokat immatrikuliert. Er begann beim Accise-Inspektor Christian Gottlieb Haase und übernahm zwei Jahre später, nach dessen Tod am 23. Mai 1810, den größten Teil von dessen Geschäften und Gerichtsverwaltungen. 1817 wurde Theophilus Friedrich Rothe Konsulent der Kommune-Repräsentanten.
Als er zum Gerichtsdirektor ernannt wurde, verwaltete er die Gerichte in Stötteritz, Gautzsch. Großpößna, Plaußig und Lützschena. 1811 erfolgte seine Ernennung zum Generalaccis-Inspektor in Markranstädt, welchem er von Leipzig aus vorstand.
Ende 1830 beendete er seine Zusammenarbeit mit der Kommune-Repräsentantschaft, weil diese nach der Einführung der sächsischen Städteordnung aufgehoben wurde. 1832 wurde er zum juristischen Spezialkommissar in mehr als zwanzig Auseinandersetzungsgeschäften ernannt.
Aufgrund seiner umfassenden Kenntnisse im Lehnsrecht holten bedeutende Familien das Landes Lehnsgutachten bei ihm ein und er wurde in derartigen Streitigkeiten als Gutachter ausgewählt.
Theophilus Friedrich Rothe war mit der Tochter des Kommerzienrates Falke aus Hohenstein verheiratet.